# Светско првенство у шаху
Светско првенство је такмичење у класичном шаху које организује ФИДЕ и даје светског шампиона у појединачној конкуренцији. Званични мечеви за титулу играју се од 1886. а у „ери” ФИДЕ од 1948.године. 1993.године десио се разлаз у светском шаховском удружењу. Шахисти предвођени светским прваком Гаријем Каспаровим оснивају Професионално Удружење Шахиста (ПЦА) и одржавају мечеве за титулу светског првака упоредо са ФИДЕ. То је потрајало до 2006.године када се ПЦА гаси и поново се обједињује титула у организацији ФИДЕ.

### Званични мечеви пре-ФИДЕ ера
Први светски шампион Штајниц 1886-94, затим Ласкер 1894-1921,
Капабланка 1921-27, Аљехин 1927-34, 1937-46 , Еве 1934-37
| бр. | Меч            | Меч | Меч                  | Резултат | Резултат | Резултат | Победе | Порази | Ремији | Год         | Место                         |
| --- | -------------- | --- | -------------------- | -------- | -------- | -------- | ------ | ------ | ------ | ----------- | ----------------------------- |
| 1   | Виљем Штајниц  | –   | Јоханес Цукерторт    | 12½      | :        | 7½       | 10     | 5      | 5      | 1886        | Њујорк, Сент Луис, Њу Орлеанс |
| 2   | Виљем Штајниц  | –   | Михаил Чигорин       | 10½      | :        | 6½       | 10     | 6      | 1      | 1889        | Хавана                        |
| 3   | Виљем Штајниц  | –   | Исидор Гунсберг      | 10½      | :        | 8½       | 6      | 4      | 9      | 1890—1891   | Њујорк                        |
| 4   | Виљем Штајниц  | –   | Михаил Чигорин       | 12½      | :        | 10½      | 10     | 8      | 5      | 1892        | Хавана                        |
| 5   | Виљем Штајниц  | –   | Емануел Ласкер       | 7        | :        | 12       | 5      | 10     | 4      | 1894        | Њујорк, Филаделфија, Монтреал |
| 6   | Емануел Ласкер | –   | Виљем Штајниц        | 12½      | :        | 4½       | 10     | 2      | 5      | 1896 – 1897 | Москва                        |
| 7   | Емануел Ласкер | –   | Френк Маршал         | 11½      | :        | 3½       | 8      | 0      | 7      | 1907        | САД                           |
| 8   | Емануел Ласкер | –   | Зигберт Тараш        | 10½      | :        | 5½       | 8      | 3      | 5      | 1908        | Диселдорф, Минхен             |
| 9   | Емануел Ласкер | –   | Давид Јановски       | 8        | :        | 2        | 7      | 1      | 2      | 1909        | Париз                         |
| 10  | Емануел Ласкер | –   | Карл Шлехтер         | 5        | :        | 5        | 1      | 1      | 8      | 1910        | Беч, Берлин                   |
| 11  | Емануел Ласкер | –   | Давид Јановски       | 9½       | :        | 1½       | 8      | 0      | 3      | 1910        | Берлин                        |
| 12  | Емануел Ласкер | –   | Хосе Раул Капабланка | 5        | :        | 9        | 0      | 4      | 10     | 1921        | Хавана                        |

## ФИДЕ ера
| бр. | Меч                  | Меч | Меч               | Резултат | Резултат | Резултат | Победе | Порази | Ремији | Год  | Место              |
| --- | -------------------- | --- | ----------------- | -------- | -------- | -------- | ------ | ------ | ------ | ---- | ------------------ |
| 1   | Хосе Раул Капабланка | –   | Александар Аљехин | 15½      | :        | 18½      | 3      | 6      | 25     | 1927 | Буенос Ајрес       |
| 2   | Александар Аљехин    | –   | Ефим Богољубов    | 15½      | :        | 9½       | 11     | 5      | 9      | 1929 | Немачка, Холандија |
| 3   | Александар Аљехин    | –   | Ефим Богољубов    | 15½      | :        | 10½      | 8      | 3      | 15     | 1934 | Немачка            |
| 4   | Александар Аљехин    | –   | Макс Еве          | 14½      | :        | 15½      | 8      | 9      | 13     | 1935 | Холандија          |
| 5   | Макс Еве             | –   | Александар Аљехин | 9½       | :        | 15½      | 4      | 10     | 11     | 1937 | Холандија          |

Доминација Ботвиника 1948-57, 58-60, 61-63, Смислов 1957-58, Таљ 1960-61,
Петросјан 1963-69, Спаски 1969-72, Фишер 1972-75

### Турнир петорице 1948.године
| бр. | Меч                                                                  | Меч                                                                                         | Меч                 | Резултат    | Резултат | Резултат | Победе     | Порази     | Ремији     | Год  | Место       |
| --- | -------------------------------------------------------------------- | ------------------------------------------------------------------------------------------- | ------------------- | ----------- | -------- | -------- | ---------- | ---------- | ---------- | ---- | ----------- |
| 1   | Михаил Ботвиник Василиј Смислов Паул Керес Семјуел Решевски Макс Еве | Совјетски Савез · Совјетски Савез · Совјетски Савез · Сједињене Америчке Државе · Холандија | Меч-турнир петорице | 14 11 10½ 4 |          |          | 10 6 8 6 1 | 2 4 7 5 13 | 8 10 5 9 6 | 1948 | Хаг, Москва |

### Меч за титулу 1951.године
Меч је игран у 24 партије. Уколико би меч био завршен 12-12 првак света би задржао титулу.
|                        | 1 | 2 | 3 | 4 | 5 | 6 | 7 | 8 | 9 | 10 | 11 | 12 | 13 | 14 | 15 | 16 | 17 | 18 | 19 | 20 | 21 | 22 | 23 | 24 | Поени |
| ---------------------- | - | - | - | - | - | - | - | - | - | -- | -- | -- | -- | -- | -- | -- | -- | -- | -- | -- | -- | -- | -- | -- | ----- |
| Михаил Ботвиник (СССР) | ½ | ½ | ½ | ½ | 0 | 1 | 1 | ½ | ½ | ½  | 0  | 1  | ½  | ½  | ½  | ½  | 0  | ½  | 1  | ½  | 0  | 0  | 1  | ½  | 12    |
| Давид Бронштајн (СССР) | ½ | ½ | ½ | ½ | 1 | 0 | 0 | ½ | ½ | ½  | 1  | 0  | ½  | ½  | ½  | ½  | 1  | ½  | 0  | ½  | 1  | 1  | 0  | ½  | 12    |

Михаил Ботвиник је одбранио титулу.

### Меч за титулу 1954.године
Меч је игран у 24 партије. Уколико би меч био завршен 12-12 првак света би задржао титулу.
|                        | 1 | 2 | 3 | 4 | 5 | 6 | 7 | 8 | 9 | 10 | 11 | 12 | 13 | 14 | 15 | 16 | 17 | 18 | 19 | 20 | 21 | 22 | 23 | 24 | Поени |
| ---------------------- | - | - | - | - | - | - | - | - | - | -- | -- | -- | -- | -- | -- | -- | -- | -- | -- | -- | -- | -- | -- | -- | ----- |
| Михаил Ботвиник (СССР) | 1 | 1 | ½ | 1 | ½ | ½ | 0 | ½ | 0 | 0  | 0  | 1  | 1  | 0  | 1  | 1  | ½  | ½  | ½  | 0  | ½  | ½  | 0  | ½  | 12    |
| Василиј Смислов (СССР) | 0 | 0 | ½ | 0 | ½ | ½ | 1 | ½ | 1 | 1  | 1  | 0  | 0  | 1  | 0  | 0  | ½  | ½  | ½  | 1  | ½  | ½  | 1  | ½  | 12    |

Михаил Ботвиник је одбранио титулу.

### Меч за титулу 1957.године
Меч је игран у 24 партије. Уколико би меч био завршен 12-12 првак света би задржао титулу.
|                        | 1 | 2 | 3 | 4 | 5 | 6 | 7 | 8 | 9 | 10 | 11 | 12 | 13 | 14 | 15 | 16 | 17 | 18 | 19 | 20 | 21 | 22 | Поени |
| ---------------------- | - | - | - | - | - | - | - | - | - | -- | -- | -- | -- | -- | -- | -- | -- | -- | -- | -- | -- | -- | ----- |
| Василиј Смислов (СССР) | 1 | ½ | ½ | 0 | 0 | 1 | ½ | 1 | ½ | ½  | ½  | 1  | 0  | ½  | ½  | ½  | 1  | ½  | ½  | 1  | ½  | ½  | 12½   |
| Михаил Ботвиник (СССР) | 0 | ½ | ½ | 1 | 1 | 0 | ½ | 0 | ½ | ½  | ½  | 0  | 1  | ½  | ½  | ½  | 0  | ½  | ½  | 0  | ½  | ½  | 9½    |

Василиј Смислов је освојио титулу.

### Меч за титулу 1958.године
Меч је игран у 24 партије. Уколико би меч био завршен 12-12 првак света би задржао титулу.
|                        | 1 | 2 | 3 | 4 | 5 | 6 | 7 | 8 | 9 | 10 | 11 | 12 | 13 | 14 | 15 | 16 | 17 | 18 | 19 | 20 | 21 | 22 | 23 | Поени |
| ---------------------- | - | - | - | - | - | - | - | - | - | -- | -- | -- | -- | -- | -- | -- | -- | -- | -- | -- | -- | -- | -- | ----- |
| Михаил Ботвиник (СССР) | 1 | 1 | 1 | ½ | 0 | 1 | ½ | ½ | ½ | ½  | 0  | 1  | ½  | 1  | 0  | ½  | ½  | 1  | 0  | ½  | ½  | 0  | ½  | 12½   |
| Василиј Смислов (СССР) | 0 | 0 | 0 | ½ | 1 | 0 | ½ | ½ | ½ | ½  | 1  | 0  | ½  | 0  | 1  | ½  | ½  | 0  | 1  | ½  | ½  | 1  | ½  | 10½   |

Михаил Ботвиник је освојио титулу.

### Меч за титулу 1960.године
Меч је игран у 24 партије. Уколико би меч био завршен 12-12 првак света би задржао титулу.
|                        | 1 | 2 | 3 | 4 | 5 | 6 | 7 | 8 | 9 | 10 | 11 | 12 | 13 | 14 | 15 | 16 | 17 | 18 | 19 | 20 | 21 | Поени |
| ---------------------- | - | - | - | - | - | - | - | - | - | -- | -- | -- | -- | -- | -- | -- | -- | -- | -- | -- | -- | ----- |
| Михаил Таљ (СССР)      | 1 | ½ | ½ | ½ | ½ | 1 | 1 | 0 | 0 | ½  | 1  | ½  | ½  | ½  | ½  | ½  | 1  | ½  | 1  | ½  | ½  | 12½   |
| Михаил Ботвиник (СССР) | 0 | ½ | ½ | ½ | ½ | 0 | 0 | 1 | 1 | ½  | 0  | ½  | ½  | ½  | ½  | ½  | 0  | ½  | 0  | ½  | ½  | 8½    |

Михаил Таљ је освојио титулу.

### Меч за титулу 1961.године
Меч је игран у 24 партије. Уколико би меч био завршен 12-12 првак света би задржао титулу.
|                        | 1 | 2 | 3 | 4 | 5 | 6 | 7 | 8 | 9 | 10 | 11 | 12 | 13 | 14 | 15 | 16 | 17 | 18 | 19 | 20 | 21 | Поени |
| ---------------------- | - | - | - | - | - | - | - | - | - | -- | -- | -- | -- | -- | -- | -- | -- | -- | -- | -- | -- | ----- |
| Михаил Ботвиник (СССР) | 1 | 0 | 1 | ½ | ½ | ½ | 1 | 0 | 1 | 1  | 1  | 0  | 1  | ½  | 1  | ½  | 0  | 1  | 0  | ½  | 1  | 13    |
| Михаил Таљ (СССР)      | 0 | 1 | 0 | ½ | ½ | ½ | 0 | 1 | 0 | 0  | 0  | 1  | 0  | ½  | 0  | ½  | 1  | 0  | 1  | ½  | 0  | 8     |

Михаил Ботвиник је освојио титулу.

### Меч за титулу 1963.године
Меч је игран у 24 партије. Уколико би меч био завршен 12-12 првак света би задржао титулу.
|                         | 1 | 2 | 3 | 4 | 5 | 6 | 7 | 8 | 9 | 10 | 11 | 12 | 13 | 14 | 15 | 16 | 17 | 18 | 19 | 20 | 21 | 22 | Поени |
| ----------------------- | - | - | - | - | - | - | - | - | - | -- | -- | -- | -- | -- | -- | -- | -- | -- | -- | -- | -- | -- | ----- |
| Михаил Ботвиник (СССР)  | 1 | ½ | ½ | ½ | 0 | ½ | 0 | ½ | ½ | ½  | ½  | ½  | ½  | 1  | 0  | ½  | ½  | 0  | 0  | ½  | ½  | ½  | 9½    |
| Тигран Петросјан (СССР) | 0 | ½ | ½ | ½ | 1 | ½ | 1 | ½ | ½ | ½  | ½  | ½  | ½  | 0  | 1  | ½  | ½  | 1  | 1  | ½  | ½  | ½  | 12½   |

Тигран Петросјан је освојио титулу.

### Меч за титулу 1966.године
Меч је игран у 24 партије. Уколико би меч био завршен 12-12 првак света би задржао титулу.
|                         | 1 | 2 | 3 | 4 | 5 | 6 | 7 | 8 | 9 | 10 | 11 | 12 | 13 | 14 | 15 | 16 | 17 | 18 | 19 | 20 | 21 | 22 | 23 | 24 | Поени |
| ----------------------- | - | - | - | - | - | - | - | - | - | -- | -- | -- | -- | -- | -- | -- | -- | -- | -- | -- | -- | -- | -- | -- | ----- |
| Тигран Петросјан (СССР) | ½ | ½ | ½ | ½ | ½ | ½ | 1 | ½ | ½ | 1  | ½  | ½  | 0  | ½  | ½  | ½  | ½  | ½  | 0  | 1  | ½  | 1  | 0  | ½  | 12½   |
| Борис Спаски (СССР)     | ½ | ½ | ½ | ½ | ½ | ½ | 0 | ½ | ½ | 0  | ½  | ½  | 1  | ½  | ½  | ½  | ½  | ½  | 1  | 0  | ½  | 0  | 1  | ½  | 11½   |

Тигран Петросјан је одбранио титулу.

### Меч за титулу 1969.године
Меч је игран у 24 партије. Уколико би меч био завршен 12-12 првак света би задржао титулу.
|                         | 1 | 2 | 3 | 4 | 5 | 6 | 7 | 8 | 9 | 10 | 11 | 12 | 13 | 14 | 15 | 16 | 17 | 18 | 19 | 20 | 21 | 22 | 23 | Поени |
| ----------------------- | - | - | - | - | - | - | - | - | - | -- | -- | -- | -- | -- | -- | -- | -- | -- | -- | -- | -- | -- | -- | ----- |
| Борис Спаски (СССР)     | 0 | ½ | ½ | 1 | 1 | ½ | ½ | 1 | ½ | 0  | 0  | ½  | ½  | ½  | ½  | ½  | 1  | ½  | 1  | 0  | 1  | ½  | ½  | 12½   |
| Тигран Петросјан (СССР) | 1 | ½ | ½ | 0 | 0 | ½ | ½ | 0 | ½ | 1  | 1  | ½  | ½  | ½  | ½  | ½  | 0  | ½  | 0  | 1  | 0  | ½  | ½  | 10½   |

Борис Спаски је освојио титулу.

### Меч за титулу 1972.године
Меч је игран у 24 партије. Уколико би меч био завршен 12-12 првак света би задржао титулу.
|                     | Rating | 1 | 2 | 3 | 4 | 5 | 6 | 7 | 8 | 9 | 10 | 11 | 12 | 13 | 14 | 15 | 16 | 17 | 18 | 19 | 20 | 21 | Поени |
| ------------------- | ------ | - | - | - | - | - | - | - | - | - | -- | -- | -- | -- | -- | -- | -- | -- | -- | -- | -- | -- | ----- |
| Борис Спаски (СССР) | 2660   | 1 | 1 | 0 | ½ | 0 | 0 | ½ | 0 | ½ | 0  | 1  | ½  | 0  | ½  | ½  | ½  | ½  | ½  | ½  | ½  | 0  | 8½    |
| Боби Фишер (САД)    | 2785   | 0 | 0 | 1 | ½ | 1 | 1 | ½ | 1 | ½ | 1  | 0  | ½  | 1  | ½  | ½  | ½  | ½  | ½  | ½  | ½  | 1  | 12½   |

Боби Фишер је освојио титулу.

Четврт века владавине Карпова 1975-85, 93-98 и Каспарова 1985-1993, 1993-2000(ПЦА)

### Меч за титулу 1975.године
Меч је игран у 24 партије. Уколико би меч био завршен 12-12 првак света би задржао титулу.
|                        | 1 | 2 | 3 | 4 | 5 | 6 | 7 | 8 | 9 | 10 | 11 | 12 | 13 | 14 | 15 | 16 | 17 | 18 | 19 | 20 | 21 | 22 | 23 | 24 | Поени |
| ---------------------- | - | - | - | - | - | - | - | - | - | -- | -- | -- | -- | -- | -- | -- | -- | -- | -- | -- | -- | -- | -- | -- | ----- |
| Анатолиј Карпов (СССР) | ½ | 1 | ½ | ½ | ½ | 1 | ½ | ½ | ½ | ½  | ½  | ½  | ½  | ½  | ½  | ½  | 1  | ½  | 0  | ½  | 0  | ½  | ½  | ½  | 12½   |
| Виктор Корчној (СССР)  | ½ | 0 | ½ | ½ | ½ | 0 | ½ | ½ | ½ | ½  | ½  | ½  | ½  | ½  | ½  | ½  | 0  | ½  | 1  | ½  | 1  | ½  | ½  | ½  | 11½   |

Анатолиј Карпов је освојио титулу.

### Меч за титулу 1978.године
Први играч који би победио шест партија постао би светски првак.
|                        | 1 | 2 | 3 | 4 | 5 | 6 | 7 | 8 | 9 | 10 | 11 | 12 | 13 | 14 | 15 | 16 | 17 | 18 | 19 | 20 | 21 | 22 | 23 | 24 | 25 | 26 | 27 | 28 | 29 | 30 | 31 | 32 | Победе | Поени |
| ---------------------- | - | - | - | - | - | - | - | - | - | -- | -- | -- | -- | -- | -- | -- | -- | -- | -- | -- | -- | -- | -- | -- | -- | -- | -- | -- | -- | -- | -- | -- | ------ | ----- |
| Анатолиј Карпов (СССР) | ½ | ½ | ½ | ½ | ½ | ½ | ½ | 1 | ½ | ½  | 0  | ½  | 1  | 1  | ½  | ½  | 1  | ½  | ½  | ½  | 0  | ½  | ½  | ½  | ½  | ½  | 1  | 0  | 0  | ½  | 0  | 1  | 6      | 16½   |
| Виктор Корчној (СССР)  | ½ | ½ | ½ | ½ | ½ | ½ | ½ | 0 | ½ | ½  | 1  | ½  | 0  | 0  | ½  | ½  | 0  | ½  | ½  | ½  | 1  | ½  | ½  | ½  | ½  | ½  | 0  | 1  | 1  | ½  | 1  | 0  | 5      | 15½   |

Анатолиј Карпов је одбранио титулу.

### Меч за титулу 1981.године
Први играч који би победио шест партија постао би светски првак.
|                             | 1 | 2 | 3 | 4 | 5 | 6 | 7 | 8 | 9 | 10 | 11 | 12 | 13 | 14 | 15 | 16 | 17 | 18 | Победе | Поени |
| --------------------------- | - | - | - | - | - | - | - | - | - | -- | -- | -- | -- | -- | -- | -- | -- | -- | ------ | ----- |
| Анатолиј Карпов (СССР)      | 1 | 1 | ½ | 1 | ½ | 0 | ½ | ½ | 1 | ½  | ½  | ½  | 0  | 1  | ½  | ½  | ½  | 1  | 6      | 11    |
| Виктор Корчној (Швајцарска) | 0 | 0 | ½ | 0 | ½ | 1 | ½ | ½ | 0 | ½  | ½  | ½  | 1  | 0  | ½  | ½  | ½  | 0  | 2      | 7     |

Анатолиј Карпов је одбранио титулу.

### Меч за титулу 1984.године
Први играч који би победио шест партија постао би светски првак.
|                 | Рејтинг | 1 | 2 | 3 | 4 | 5 | 6 | 7 | 8 | 9 | 10 | 11 | 12 | 13 | 14 | 15 | 16 | 17 | 18 | 19 | 20 | 21 | 22 | 23 | 24 | 25 | 26 | 27 | 28 | 29 | 30 | 31 | 32 | 33 | 34 | 35 | 36 | 37 | 38 | 39 | 40 | 41 | 42 | 43 | 44 | 45 | 46 | 47 | 48 | Победе | Победе | Поени |
| --------------- | ------- | - | - | - | - | - | - | - | - | - | -- | -- | -- | -- | -- | -- | -- | -- | -- | -- | -- | -- | -- | -- | -- | -- | -- | -- | -- | -- | -- | -- | -- | -- | -- | -- | -- | -- | -- | -- | -- | -- | -- | -- | -- | -- | -- | -- | -- | ------ | ------ | ----- |
| Анатолиј Карпов | 2700    | ½ | ½ | 1 | ½ | ½ | 1 | 1 | ½ | 1 | ½  | ½  | ½  | ½  | ½  | ½  | ½  | ½  | ½  | ½  | ½  | ½  | ½  | ½  | ½  | ½  | ½  | 1  | ½  | ½  | ½  | ½  | 0  | ½  | ½  | ½  | ½  | ½  | ½  | ½  | ½  | ½  | ½  | ½  | ½  | ½  | ½  | 0  | 0  | 5      | 5      | 25    |
| Гари Каспаров   | 2710    | ½ | ½ | 0 | ½ | ½ | 0 | 0 | ½ | 0 | ½  | ½  | ½  | ½  | ½  | ½  | ½  | ½  | ½  | ½  | ½  | ½  | ½  | ½  | ½  | ½  | ½  | 0  | ½  | ½  | ½  | ½  | 1  | ½  | ½  | ½  | ½  | ½  | ½  | ½  | ½  | ½  | ½  | ½  | ½  | ½  | ½  | 1  | 1  | 3      | 3      | 23    |

Меч је завршен контраверзно јер је прекинут иако су оба играча желела да наставе меч. Тадашњи председник ФИДЕ Флоренсио Кампоманес објавио је да се меч прекида због дужине трајања - 5 месеци. Нови меч је заказан 1985. године.

### Меч за титулу 1985.године
Меч је игран у 24 партије. Уколико би меч био завршен 12-12 првак света би задржао титулу.
|                        | Рејтинг | 1 | 2 | 3 | 4 | 5 | 6 | 7 | 8 | 9 | 10 | 11 | 12 | 13 | 14 | 15 | 16 | 17 | 18 | 19 | 20 | 21 | 22 | 23 | 24 | Поени |
| ---------------------- | ------- | - | - | - | - | - | - | - | - | - | -- | -- | -- | -- | -- | -- | -- | -- | -- | -- | -- | -- | -- | -- | -- | ----- |
| Гари Каспаров (СССР)   | 2700    | 1 | ½ | ½ | 0 | 0 | ½ | ½ | ½ | ½ | ½  | 1  | ½  | ½  | ½  | ½  | 1  | ½  | ½  | 1  | ½  | ½  | 0  | ½  | 1  | 13    |
| Анатолиј Карпов (СССР) | 2720    | 0 | ½ | ½ | 1 | 1 | ½ | ½ | ½ | ½ | ½  | 0  | ½  | ½  | ½  | ½  | 0  | ½  | ½  | 0  | ½  | ½  | 1  | ½  | 0  | 11    |

Гари Каспаров је освојио титулу.

### Меч за титулу 1986.године
Меч је игран у 24 партије. Уколико би меч био завршен 12-12 првак света би задржао титулу.
|                        | Рејтинг | 1 | 2 | 3 | 4 | 5 | 6 | 7 | 8 | 9 | 10 | 11 | 12 | 13 | 14 | 15 | 16 | 17 | 18 | 19 | 20 | 21 | 22 | 23 | 24 | Поени |
| ---------------------- | ------- | - | - | - | - | - | - | - | - | - | -- | -- | -- | -- | -- | -- | -- | -- | -- | -- | -- | -- | -- | -- | -- | ----- |
| Гари Каспаров (СССР)   | 2740    | ½ | ½ | ½ | 1 | 0 | ½ | ½ | 1 | ½ | ½  | ½  | ½  | ½  | 1  | ½  | 1  | 0  | 0  | 0  | ½  | ½  | 1  | ½  | ½  | 12½   |
| Анатолиј Карпов (СССР) | 2705    | ½ | ½ | ½ | 0 | 1 | ½ | ½ | 0 | ½ | ½  | ½  | ½  | ½  | 0  | ½  | 0  | 1  | 1  | 1  | ½  | ½  | 0  | ½  | ½  | 11½   |

Гари Каспаров је одбранио титулу.

### Меч за титулу 1987.године
Меч је игран у 24 партије. Уколико би меч био завршен 12-12 првак света би задржао титулу.
|                        | Рејтинг | 1 | 2 | 3 | 4 | 5 | 6 | 7 | 8 | 9 | 10 | 11 | 12 | 13 | 14 | 15 | 16 | 17 | 18 | 19 | 20 | 21 | 22 | 23 | 24 | Поени |
| ---------------------- | ------- | - | - | - | - | - | - | - | - | - | -- | -- | -- | -- | -- | -- | -- | -- | -- | -- | -- | -- | -- | -- | -- | ----- |
| Гари Каспаров (СССР)   | 2740    | ½ | 0 | ½ | 1 | 0 | ½ | ½ | 1 | ½ | ½  | 1  | ½  | ½  | ½  | ½  | 0  | ½  | ½  | ½  | ½  | ½  | ½  | 0  | 1  | 12    |
| Анатолиј Карпов (СССР) | 2700    | ½ | 1 | ½ | 0 | 1 | ½ | ½ | 0 | ½ | ½  | 0  | ½  | ½  | ½  | ½  | 1  | ½  | ½  | ½  | ½  | ½  | ½  | 1  | 0  | 12    |

Гари Каспаров је одбранио титулу.

### Меч за титулу 1990.године
Меч је игран у 24 партије. Уколико би меч био завршен 12-12 првак света би задржао титулу.
|                        | Рејтинг | 1 | 2 | 3 | 4 | 5 | 6 | 7 | 8 | 9 | 10 | 11 | 12 | 13 | 14 | 15 | 16 | 17 | 18 | 19 | 20 | 21 | 22 | 23 | 24 | Поени |
| ---------------------- | ------- | - | - | - | - | - | - | - | - | - | -- | -- | -- | -- | -- | -- | -- | -- | -- | -- | -- | -- | -- | -- | -- | ----- |
| Анатолиј Карпов (СССР) | 2730    | ½ | 0 | ½ | ½ | ½ | ½ | 1 | ½ | ½ | ½  | ½  | ½  | ½  | ½  | ½  | 0  | 1  | 0  | ½  | 0  | ½  | ½  | 1  | ½  | 11½   |
| Гари Каспаров (СССР)   | 2800    | ½ | 1 | ½ | ½ | ½ | ½ | 0 | ½ | ½ | ½  | ½  | ½  | ½  | ½  | ½  | 1  | 0  | 1  | ½  | 1  | ½  | ½  | 0  | ½  | 12½   |

Гари Каспаров је одбранио титулу.

## Несугласице са ФИДЕ
Пре меча за титулу 1993.године, шампион Гари Каспаров и кандидат Најџел Шорт се жале на корупцију и недостатак професионализма у ФИДЕ-у, одвајају се од ФИДЕ и оснивају Професионално Удружење Шахиста (ПЦА).

### Меч за титулу 1993.
ФИДЕ је, као резултат оснивања ПЦА одузела титулу Каспарову и избрисала његов и Шортов рејтинг. Заказан је нови меч између финалисте меча кандидата Јана Тимана и полуфиналисте Антолија Карпова. Меч је игран у 24 партије.
|                          | Рејтинг | 1 | 2 | 3 | 4 | 5 | 6 | 7 | 8 | 9 | 10 | 11 | 12 | 13 | 14 | 15 | 16 | 17 | 18 | 19 | 20 | 21 | Поени |
| ------------------------ | ------- | - | - | - | - | - | - | - | - | - | -- | -- | -- | -- | -- | -- | -- | -- | -- | -- | -- | -- | ----- |
| Јан Тиман (Холандија)    | 2620    | 0 | 1 | ½ | ½ | ½ | 0 | ½ | ½ | ½ | 0  | ½  | ½  | ½  | 0  | 0  | 0  | ½  | ½  | ½  | 1  | ½  | 8½    |
| Анатолиј Карпов (Русија) | 2760    | 1 | 0 | ½ | ½ | ½ | 1 | ½ | ½ | ½ | 1  | ½  | ½  | ½  | 1  | 1  | 1  | ½  | ½  | ½  | 0  | ½  | 12½   |
Анатолиј Карпов је освојио титулу.

### Меч за титулу 1993. (ПЦА)
Меч је игран у 24 партије.
|                        | Рејтинг | 1 | 2 | 3 | 4 | 5 | 6 | 7 | 8 | 9 | 10 | 11 | 12 | 13 | 14 | 15 | 16 | 17 | 18 | 19 | 20 | Поени |
| ---------------------- | ------- | - | - | - | - | - | - | - | - | - | -- | -- | -- | -- | -- | -- | -- | -- | -- | -- | -- | ----- |
| Гари Каспаров (Русија) | 2815    | 1 | ½ | 1 | 1 | ½ | ½ | 1 | ½ | 1 | ½  | ½  | ½  | ½  | ½  | 1  | 0  | ½  | ½  | ½  | ½  | 12½   |
| Најџел Шорт (Енглеска) | 2665    | 0 | ½ | 0 | 0 | ½ | ½ | 0 | ½ | 0 | ½  | ½  | ½  | ½  | ½  | 0  | 1  | ½  | ½  | ½  | ½  | 7½    |
Гари Каспаров је освојио титулу.

### Меч за титулу 1995. (ПЦА)
Меч је игран у 20 партија.
|                           | Рејтинг | 1 | 2 | 3 | 4 | 5 | 6 | 7 | 8 | 9 | 10 | 11 | 12 | 13 | 14 | 15 | 16 | 17 | 18 | Поени |
| ------------------------- | ------- | - | - | - | - | - | - | - | - | - | -- | -- | -- | -- | -- | -- | -- | -- | -- | ----- |
| Гари Каспаров (Русија)    | 2795    | ½ | ½ | ½ | ½ | ½ | ½ | ½ | ½ | 0 | 1  | 1  | ½  | 1  | 1  | ½  | ½  | ½  | ½  | 10½   |
| Вишванатан Ананд (Индија) | 2725    | ½ | ½ | ½ | ½ | ½ | ½ | ½ | ½ | 1 | 0  | 0  | ½  | 0  | 0  | ½  | ½  | ½  | ½  | 7½    |
Гари Каспаров је одбранио титулу.

### Меч за титулу 1996. (ФИДЕ)
Меч је игран у 20 партија.
|                          | Рејтинг | 1 | 2 | 3 | 4 | 5 | 6 | 7 | 8 | 9 | 10 | 11 | 12 | 13 | 14 | 15 | 16 | 17 | 18 | Поени |
| ------------------------ | ------- | - | - | - | - | - | - | - | - | - | -- | -- | -- | -- | -- | -- | -- | -- | -- | ----- |
| Анатолиј Карпов (Русија) | 2770    | 1 | 0 | ½ | 1 | ½ | 1 | 1 | ½ | 1 | 0  | ½  | ½  | ½  | 1  | ½  | 0  | ½  | ½  | 10½   |
| Гата Камски (САД)        | 2735    | 0 | 1 | ½ | 0 | ½ | 0 | 0 | ½ | 0 | 1  | ½  | ½  | ½  | 0  | ½  | 1  | ½  | ½  | 7½    |
Анатолиј Карпов је одбранио титулу.

### Меч за титулу 1998. (ФИДЕ)
Меч је игран у 6 партија. Уколико би било нерешено играле би се 2 додатне рапид партије, ако би и тада било нерешено играле би се блиц партије док се не добије победник. 
|                           | Рејтинг | 1 | 2 | 3 | 4 | 5 | 6 | Р1 | Р2 | Поени |
| ------------------------- | ------- | - | - | - | - | - | - | -- | -- | ----- |
| Анатолиј Карпов (Русија)  | 2735    | 1 | 0 | ½ | 1 | ½ | 0 | 1  | 1  | 5     |
| Вишванатан Ананд (Индија) | 2770    | 0 | 1 | ½ | 0 | ½ | 1 | 0  | 0  | 3     |
Анатолиј Карпов је одбранио титулу.

Халифман 1999-2000

### Меч за титулу 1999. (ФИДЕ)
Меч је игран у 6 партија. Уколико би било нерешено играле би се 2 додатне рапид партије, ако би и тада било нерешено играле би се блиц партије док се не добије победник. 
|                              | Рејтинг | 1 | 2 | 3 | 4 | 5 | 6 | Поени |
| ---------------------------- | ------- | - | - | - | - | - | - | ----- |
| Владимир Акопјан (Јерменија) | 2640    | 0 | ½ | 1 | 0 | ½ | ½ | 2½    |
| Александар Халифман (Русија) | 2616    | 1 | ½ | 0 | 1 | ½ | ½ | 3½    |
Александар Халифман је освојио титулу.

Крамник 2000-2007

### Меч за титулу 2000. (ПЦА)
Меч је игран у 16 партија.
|                           | Рејтинг | 1 | 2 | 3 | 4 | 5 | 6 | 7 | 8 | 9 | 10 | 11 | 12 | 13 | 14 | 15 | Поени |
| ------------------------- | ------- | - | - | - | - | - | - | - | - | - | -- | -- | -- | -- | -- | -- | ----- |
| Гари Каспаров (Русија)    | 2849    | ½ | 0 | ½ | ½ | ½ | ½ | ½ | ½ | ½ | 0  | ½  | ½  | ½  | ½  | ½  | 6½    |
| Владимир Крамник (Русија) | 2772    | ½ | 1 | ½ | ½ | ½ | ½ | ½ | ½ | ½ | 1  | ½  | ½  | ½  | ½  | ½  | 8½    |
Владимир Крамник је освојио титулу.

Ананд 2000, 2007-13

### Меч за титулу 2000. (ФИДЕ)
Меч је игран у 6 партија. Уколико би било нерешено играле би се 2 додатне рапид партије, ако би и тада било нерешено играле би се блиц партије док се не добије победник. 
|                           | рејтинг | 1 | 2 | 3 | 4 | поени |
| ------------------------- | ------- | - | - | - | - | ----- |
| Вишванатан Ананд (Индија) | 2762    | ½ | 1 | 1 | 1 | 3½    |
| Алексеј Широв (Шпанија)   | 2746    | ½ | 0 | 0 | 0 | ½     |
Вишванатан Ананд је освојио титулу.

Пономарјов 2002-04

### Меч за титулу 2002. (ФИДЕ)
Меч је игран у 8 партија.
|                              | Рејтинг | 1 | 2 | 3 | 4 | 5 | 6 | 7 | Поени |
| ---------------------------- | ------- | - | - | - | - | - | - | - | ----- |
| Руслан Пономарјов (Украјина) | 2684    | 1 | ½ | ½ | ½ | 1 | ½ | ½ | 4½    |
| Василиј Иванчук (Украјина)   | 2731    | 0 | ½ | ½ | ½ | 0 | ½ | ½ | 2½    |
Руслан Пономарјов је освојио титулу са 18 година и постао најмлађи светски првак у историји ФИДЕ.

Касимџанов 2004-05

### Меч за титулу 2004. (ФИДЕ)
Меч је игран у 8 партија.
|                                | Рејтинг | 1 | 2 | 3 | 4 | 5 | 6 | R1 | R2 | Поени |
| ------------------------------ | ------- | - | - | - | - | - | - | -- | -- | ----- |
| Мајкл Адамс (Енглеска)         | 2731    | ½ | 0 | 1 | 0 | 1 | ½ | 0  | ½  | 3½    |
| Рустам Касимџанов (Узбекистан) | 2652    | ½ | 1 | 0 | 1 | 0 | ½ | 1  | ½  | 4½    |
Рустам Касимџанов је освојио титулу.

### Меч за титулу 2004. (ПЦА)
Меч је игран у 14 партија. Уколико би се меч завршио нерешено шампион би задржао титулу.
|                           | Рејтинг    | 1 | 2 | 3 | 4 | 5 | 6 | 7 | 8 | 9 | 10 | 11 | 12 | 13 | 14 | Поени |
| ------------------------- | ---------- | - | - | - | - | - | - | - | - | - | -- | -- | -- | -- | -- | ----- |
| Владимир Крамник (Русија) | 2770 (−29) | 1 | ½ | ½ | ½ | 0 | ½ | ½ | 0 | ½ | ½  | ½  | ½  | ½  | 1  | 7     |
| Петер Леко (Мађарска)     | 2741 (+21) | 0 | ½ | ½ | ½ | 1 | ½ | ½ | 1 | ½ | ½  | ½  | ½  | ½  | 0  | 7     |
Владимир Крамник је одбранио титулу.

Топалов 2005-06

### Турнир за титулу 2005. (ФИДЕ)
|   |                                | Рејтинг | 1   | 2   | 3   | 4   | 5   | 6   | 7   | 8   | Поени |
| - | ------------------------------ | ------- | --- | --- | --- | --- | --- | --- | --- | --- | ----- |
| 1 | Веселин Топалов (Бугарска)     | 2788    | -   | ½ ½ | 1 ½ | 1 ½ | 1 ½ | 1 ½ | 1 ½ | 1 ½ | 10    |
| 2 | Вишванатан Ананд (Индија)      | 2788    | ½ ½ | -   | ½ ½ | 0 ½ | ½ 1 | 0 1 | 1 ½ | 1 1 | 8½    |
| 3 | Петер Свидлер (Русија)         | 2738    | 0 ½ | ½ ½ | -   | 1 1 | 1 ½ | ½ ½ | ½ ½ | 1 ½ | 8½    |
| 4 | Александар Морозевич (Русија)  | 2707    | 0 ½ | 1 ½ | 0 0 | -   | ½ 1 | ½ 1 | ½ ½ | ½ ½ | 7     |
| 5 | Петер Леко (Мађарска)          | 2763    | 0 ½ | ½ 0 | 0 ½ | ½ 0 | -   | ½ 1 | 1 ½ | 1 ½ | 6½    |
| 6 | Рустам Касимџанов (Узбекистан) | 2670    | 0 ½ | 1 0 | ½ ½ | ½ 0 | ½ 0 | -   | ½ ½ | 0 1 | 5½    |
| 7 | Мајкл Адамс (Енглеска)         | 2719    | 0 ½ | 0 ½ | ½ ½ | ½ ½ | 0 ½ | ½ ½ | -   | ½ ½ | 5½    |
| 8 | Јудит Полгар (Мађарска)        | 2735    | 0 ½ | 0 0 | 0 ½ | ½ ½ | 0 ½ | 1 0 | ½ ½ | -   | 4½    |
Веселин Топалов је освојио титулу.

## Поновно уједињење титуле

### Меч за титулу 2006.
Меч је игран у 12 партија. Уколико би се меч завршио нерешено играле би се додатне 4 рапид партије, ако би и после тога било неодлучено играле би се две блиц партије, а ако би и даље било нерешено играла би се тзв. „мајсторица”: бели би морао да победи а црном би и реми био довољан за титулу.
|                        | рејтинг | класичне партије | класичне партије | класичне партије | класичне партије | класичне партије | класичне партије | класичне партије | класичне партије | класичне партије | класичне партије | класичне партије | класичне партије | рапид партије | рапид партије | рапид партије | рапид партије | поени |
| 1                      | рејтинг | 2                | 3                | 4                | 5                | 6                | 7                | 8                | 9                | 10               | 11               | 12               | 13               | 14            | 15            | 16            |               | поени |
| ---------------------- | ------- | ---------------- | ---------------- | ---------------- | ---------------- | ---------------- | ---------------- | ---------------- | ---------------- | ---------------- | ---------------- | ---------------- | ---------------- | ------------- | ------------- | ------------- | ------------- | ----- |
| Веселин Топалов (БУГ)  | 2813    | 0                | 0                | ½                | ½                | 1*               | ½                | ½                | 1                | 1                | 0                | ½                | ½                | ½             | 0             | 1             | 0             | 7½    |
| Владимир Крамник (РУС) | 2743    | 1                | 1                | ½                | ½                | 0*               | ½                | ½                | 0                | 0                | 1                | ½                | ½                | ½             | 1             | 0             | 1             | 8½    |
Владимир Крамник је освојио титулу.

### Турнир за титулу 2007.
| пласман | шахиста                    | рејтинг | 1 | 1 | 2 | 2 | 3 | 3 | 4 | 4 | 5 | 5 | 6 | 6 | 7 | 7 | 8 | 8 | поени |
| ------- | -------------------------- | ------- | - | - | - | - | - | - | - | - | - | - | - | - | - | - | - | - | ----- |
| 1       | Вишванатан Ананд (ИНД)     | 2792    |   |   | ½ | ½ | ½ | ½ | ½ | ½ | 1 | ½ | 1 | ½ | ½ | 1 | 1 | ½ | 9     |
| 2       | Владимир Крамник (РУС)     | 2769    | ½ | ½ |   |   | ½ | ½ | 1 | ½ | ½ | ½ | 1 | 0 | 1 | ½ | ½ | ½ | 8     |
| 3       | Борис Гељфанд (ИЗР)        | 2733    | ½ | ½ | ½ | ½ |   |   | ½ | ½ | ½ | ½ | 1 | ½ | 1 | 1 | ½ | 0 | 8     |
| 4       | Петер Леко (МАЂ)           | 2751    | ½ | ½ | ½ | 0 | ½ | ½ |   |   | ½ | ½ | 1 | ½ | ½ | 0 | 1 | ½ | 7     |
| 5       | Петар Свидлер (РУС)        | 2735    | ½ | 0 | ½ | ½ | ½ | ½ | ½ | ½ |   |   | ½ | 0 | ½ | ½ | 1 | ½ | 6½    |
| 6       | Александар Морозевич (РУС) | 2758    | ½ | 0 | 1 | 0 | ½ | 0 | ½ | 0 | 1 | ½ |   |   | ½ | ½ | 1 | 0 | 6     |
| 7       | Левон Ароњан (ЈЕР)         | 2750    | 0 | ½ | ½ | 0 | 0 | 0 | 1 | ½ | ½ | ½ | ½ | ½ |   |   | 1 | ½ | 6     |
| 8       | Александар Гришчук (РУС)   | 2726    | ½ | 0 | ½ | ½ | 1 | ½ | ½ | 0 | ½ | 0 | 1 | 0 | ½ | 0 |   |   | 5½    |
Вишванатан Ананд Је освојио титулу.

### Меч за титулу 2008.
Меч је игран у 12 партија. Уколико би се меч завршио нерешено играле би се додатне 4 рапид партије, ако би и после тога било неодлучено играле би се две блиц партије, а ако би и даље било нерешено играла би се тзв. „мајсторица”: бели би морао да победи а црном би и реми био довољан за титулу.
|                           | рејтинг | 1 | 2 | 3 | 4 | 5 | 6 | 7 | 8 | 9 | 10 | 11 | поени |
| ------------------------- | ------- | - | - | - | - | - | - | - | - | - | -- | -- | ----- |
| Вишванатан Ананд (Индија) | 2783    | ½ | ½ | 1 | ½ | 1 | 1 | ½ | ½ | ½ | 0  | ½  | 6½    |
| Владимир Крамник (Русија) | 2772    | ½ | ½ | 0 | ½ | 0 | 0 | ½ | ½ | ½ | 1  | ½  | 4½    |
Вишванатан Ананд је одбранио титулу.

### Меч за титулу 2010.
Меч је игран у 12 партија. Уколико би се меч завршио нерешено играле би се додатне 4 рапид партије, ако би и после тога било неодлучено играле би се две блиц партије, а ако би и даље било нерешено играла би се тзв. „мајсторица”: бели би морао да победи а црном би и реми био довољан за титулу.
|                            | рејтинг | 1 | 2 | 3 | 4 | 5 | 6 | 7 | 8 | 9 | 10 | 11 | 12 | поени |
| -------------------------- | ------- | - | - | - | - | - | - | - | - | - | -- | -- | -- | ----- |
| Вишванатан Ананд (Индија)  | 2787    | 0 | 1 | ½ | 1 | ½ | ½ | ½ | 0 | ½ | ½  | ½  | 1  | 6½    |
| Веселин Топалов (Бугарска) | 2805    | 1 | 0 | ½ | 0 | ½ | ½ | ½ | 1 | ½ | ½  | ½  | 0  | 5½    |
Вишванатан Ананд је одбранио титулу.

### Меч за титулу 2012.
Меч је игран у 12 партија. Уколико би се меч завршио нерешено играле би се додатне 4 рапид партије, ако би и после тога било неодлучено играле би се две блиц партије, а ако би и даље било нерешено играла би се тзв. „мајсторица”: бели би морао да победи а црном би и реми био довољан за титулу.
|                           | рејтинг | 1 | 2 | 3 | 4 | 5 | 6 | 7 | 8 | 9 | 10 | 11 | 12 | поени | 13 | 14 | 15 | 16 | укупно |
| ------------------------- | ------- | - | - | - | - | - | - | - | - | - | -- | -- | -- | ----- | -- | -- | -- | -- | ------ |
| Вишванатан Ананд (Индија) | 2791    | ½ | ½ | ½ | ½ | ½ | ½ | 0 | 1 | ½ | ½  | ½  | ½  | 6     | ½  | 1  | ½  | ½  | 8½     |
| Борис Гељфанд (Израел)    | 2727    | ½ | ½ | ½ | ½ | ½ | ½ | 1 | 0 | ½ | ½  | ½  | ½  | 6     | ½  | 0  | ½  | ½  | 7½     |
Вишванатан Ананд је одбранио титулу.

Карлсен 2013-23

### Меч за титулу 2013.
Меч је игран у 12 партија. Уколико би се меч завршио нерешено играле би се додатне 4 рапид партије, ако би и после тога било неодлучено играле би се две блиц партије, а ако би и даље било нерешено играла би се тзв. „мајсторица”: бели би морао да победи а црном би и реми био довољан за титулу.
|                           | рејтинг | 1 | 2 | 3 | 4 | 5 | 6 | 7 | 8 | 9 | 10 | поени |
| ------------------------- | ------- | - | - | - | - | - | - | - | - | - | -- | ----- |
| Вишванатан Ананд (Индија) | 2775    | ½ | ½ | ½ | ½ | 0 | 0 | ½ | ½ | 0 | ½  | 3½    |
| Магнус Карлсен (Норвешка) | 2870    | ½ | ½ | ½ | ½ | 1 | 1 | ½ | ½ | 1 | ½  | 6½    |
Магнус Карлсен је освојио титулу и постао други најмлађи шампион света у шаху са 22.године и 11 месеци, два месеца млађи је био Гари Каспаров.

### Меч за титулу 2014.
Меч је игран у 12 партија. Уколико би се меч завршио нерешено играле би се додатне 4 рапид партије, ако би и после тога било неодлучено играле би се две блиц партије, а ако би и даље било нерешено играла би се тзв. „мајсторица”: бели би морао да победи а црном би и реми био довољан за титулу.
|                           | рејтинг | 1 | 2 | 3 | 4 | 5 | 6 | 7 | 8 | 9 | 10 | 11 | поени |
| ------------------------- | ------- | - | - | - | - | - | - | - | - | - | -- | -- | ----- |
| Магнус Карлсен (Норвешка) | 2863    | ½ | 1 | 0 | ½ | ½ | 1 | ½ | ½ | ½ | ½  | 1  | 6½    |
| Вишванатан Ананд (Индија) | 2792    | ½ | 0 | 1 | ½ | ½ | 0 | ½ | ½ | ½ | ½  | 0  | 4½    |
Магнус Карлсен  је одбранио титулу.

### Меч за титулу 2016.
Меч је игран у 12 партија. Уколико би се меч завршио нерешено играле би се додатне 4 рапид партије, ако би и после тога било неодлучено играле би се две блиц партије, а ако би и даље било нерешено играла би се тзв. „мајсторица”: бели би морао да победи а црном би и реми био довољан за титулу.
|                       | рејтинг | класичне партије | класичне партије | класичне партије | класичне партије | класичне партије | класичне партије | класичне партије | класичне партије | класичне партије | класичне партије | класичне партије | класичне партије | рапид партије | рапид партије | рапид партије | рапид партије | поени |
| 1                     | рејтинг | 2                | 3                | 4                | 5                | 6                | 7                | 8                | 9                | 10               | 11               | 12               | 13               | 14            | 15            | 16            |               | поени |
| --------------------- | ------- | ---------------- | ---------------- | ---------------- | ---------------- | ---------------- | ---------------- | ---------------- | ---------------- | ---------------- | ---------------- | ---------------- | ---------------- | ------------- | ------------- | ------------- | ------------- | ----- |
| Магнус Карлсен (НОР)  | 2853    | ½                | ½                | ½                | ½                | ½                | ½                | ½                | 0                | ½                | 1                | ½                | ½                | ½             | ½             | 1             | 1             | 6 (3) |
| Сергеј Карјакин (РУС) | 2772    | ½                | ½                | ½                | ½                | ½                | ½                | ½                | 1                | ½                | 0                | ½                | ½                | ½             | ½             | 0             | 0             | 6 (1) |
Магнус Карлсен је одбранио титулу.

### Меч за титулу 2018.
Меч је игран у 12 партија. Уколико би се меч завршио нерешено играле би се додатне 4 рапид партије, ако би и после тога било неодлучено играле би се две блиц партије, а ако би и даље било нерешено играла би се тзв. „мајсторица”: бели би морао да победи а црном би и реми био довољан за титулу.
|                        | рејтинг | класичне партије | класичне партије | класичне партије | класичне партије | класичне партије | класичне партије | класичне партије | класичне партије | класичне партије | класичне партије | класичне партије | класичне партије | рапид партије | рапид партије | рапид партије | поени |
| 1                      | рејтинг | 2                | 3                | 4                | 5                | 6                | 7                | 8                | 9                | 10               | 11               | 12               | 13               | 14            | 15            |               | поени |
| ---------------------- | ------- | ---------------- | ---------------- | ---------------- | ---------------- | ---------------- | ---------------- | ---------------- | ---------------- | ---------------- | ---------------- | ---------------- | ---------------- | ------------- | ------------- | ------------- | ----- |
| Магнус Карлсен (НОР)   | 2835    | ½                | ½                | ½                | ½                | ½                | ½                | ½                | ½                | ½                | ½                | ½                | ½                | 1             | 1             | 1             | 6 (3) |
| Фабијано Каруана (САД) | 2832    | ½                | ½                | ½                | ½                | ½                | ½                | ½                | ½                | ½                | ½                | ½                | ½                | 0             | 0             | 0             | 6 (0) |
Магнус Карлсен је одбранио титулу.

### Меч за титулу 2021.
Меч је одложен 2020.године за 2021. Играло се 11 од предвиђених 14 партија. Уколико би се меч завршио нерешено играле би се додатне 4 рапид партије, ако би и после тога било неодлучено играло би се 5 блиц партија, а ако би и даље било нерешено играла би се тзв. „мајсторица”: бели би морао да победи а црном би и реми био довољан за титулу.
| Јан Непомњашчи (РУС) | 2782 | ½ | ½ | ½ | ½ | ½ | 0 | ½ | 0 | 0 | ½ | 0 |  |  |     | 3,5 | 3,5 | 3,5 |
| Магнус Карлсен (НОР) | 2855 | ½ | ½ | ½ | ½ | ½ | 1 | ½ | 1 | 1 | ½ | 1 |  |  | 7,5 | 3,5 | 3,5 | 3,5 |
Магнус Карлсен је одбранио титулу четврти пут заредом.
Лирен 2023.

### Меч за титулу 2023.
Светски првак Магнус Карлсен одлучио је да не брани титулу па су се у финалу нашли победници турнира кандидата за светског шампиона Јан Непомњашчи и Динг Лирен. Играло се 14 од предвиђених 14 партија. Меч се завршио нерешено па су одржане додатне 3 од предвиђене 4 рапид партије. Да је било нершено играло би се 5 блиц партија, а ако би и даље било нерешено играла би се тзв. „мајсторица”: бели би морао да победи а црном би и реми био довољан за титулу.
|                      | рејтинг | класичне партије | класичне партије | класичне партије | класичне партије | класичне партије | класичне партије | класичне партије | класичне партије | класичне партије | класичне партије | класичне партије | класичне партије | класичне партије | класичне партије | рапид партије | рапид партије | рапид партије | рапид партије | поени |
| 1                    | рејтинг | 2                | 3                | 4                | 5                | 6                | 7                | 8                | 9                | 10               | 11               | 12               | 13               | 14               | 15               | 16            | 17            | 18            |               | поени |
| -------------------- | ------- | ---------------- | ---------------- | ---------------- | ---------------- | ---------------- | ---------------- | ---------------- | ---------------- | ---------------- | ---------------- | ---------------- | ---------------- | ---------------- | ---------------- | ------------- | ------------- | ------------- | ------------- | ----- |
| Јан Непомњашчи (РУС) | 2795    | ½                | 1                | ½                | 0                | 1                | 0                | 1                | ½                | ½                | ½                | ½                | 0                | ½                | ½                | ½             | ½             | ½             | 0             | 7 (1) |
| Динг Лирен (КИН)     | 2788    | ½                | 0                | ½                | 1                | 0                | 1                | 0                | ½                | ½                | ½                | ½                | 1                | ½                | ½                | ½             | ½             | ½             | 1             | 7 (2) |
Динг Лирен је постао првак света у шаху, први у историји из Кине.
Гукеш 2024.

### Меч за титулу 2024.
Играло се 14 од предвиђених 14 партија. Да је меч завршен нерешено биле би одржане додатне 4 рапид партије. Да је било нершено играло би се 5 блиц партија, а ако би и даље било нерешено играла би се тзв. „мајсторица”: бели би морао да победи а црном би и реми био довољан за титулу.
|                      | рејтинг | партије | партије | партије | партије | партије | партије | партије | партије | партије | партије | партије | партије | партије | партије | поени |
| 1                    | рејтинг | 2       | 3       | 4       | 5       | 6       | 7       | 8       | 9       | 10      | 11      | 12      | 13      | 14      |         | поени |
| -------------------- | ------- | ------- | ------- | ------- | ------- | ------- | ------- | ------- | ------- | ------- | ------- | ------- | ------- | ------- | ------- | ----- |
| Гукеш Домараџу (ИНД) | 2783    | 0       | ½       | 1       | ½       | ½       | ½       | ½       | ½       | ½       | ½       | 1       | 0       | ½       | 1       | 7,5   |
| Динг Лирен (КИН)     | 2728    | 1       | ½       | 0       | ½       | ½       | ½       | ½       | ½       | ½       | ½       | 0       | 1       | ½       | 0       | 6,5   |
Гукеш Домараџу је постао најмлађи светски првак са 18 година.